# Cougar

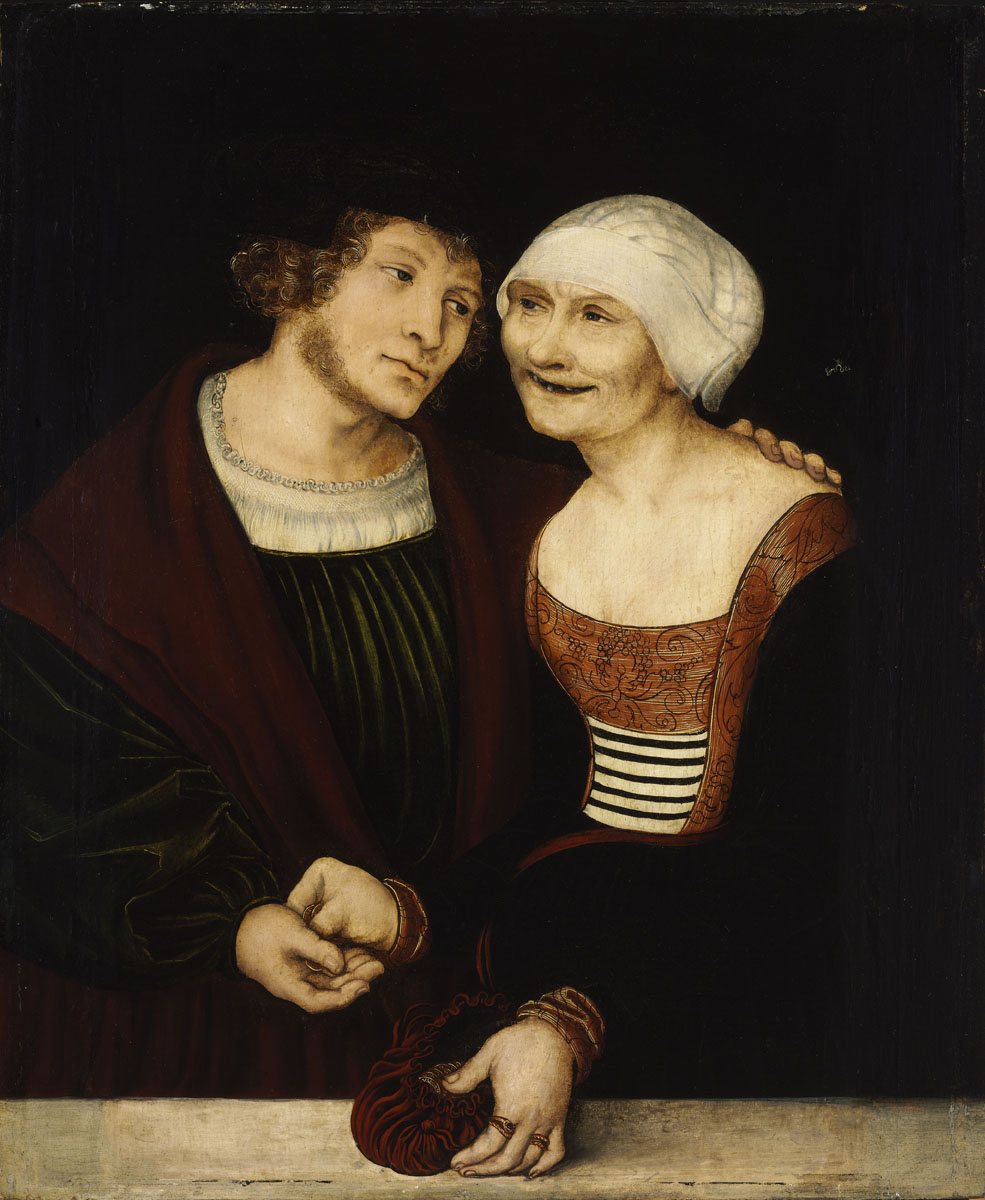
La pareja desigual (joven y anciana) de Lucas Cranach, Museo Nacional Húngaro de Budapest

El término Cougar  (en español, mujer-puma, o mujer puma) es una expresión del argot inglés para definir a las mujeres que buscan una pareja más joven. Se establece un paralelismo con el mundo animal, es decir, con la caza de hombres más jóvenes por parte de estas mujeres, con años de diferencia.
En 1774, Georges-Louis Leclerc de Buffon convirtió el portugués suçuarana a cuguar, la cual fue más tarde modificada a "cougar" en inglés.

## Historia
El término comenzó a usarse en América del Norte, creado aparentemente en 1999 por un portal web canadiense de citas (cougardating.com) que lo introdujo con ese significado. Otro origen probable sería Vancouver, donde se habría comenzado a usar con un significado peyorativo hacia las mujeres mayores que iban a los bares y terminaban volviendo a casa con quien se quedara al final de la noche. Posteriormente se extendió a Estados Unidos y allí no tardó en ser empleado por los guionistas de varias sitcom. 
Si bien el término se usa para describir un fenómeno supuestamente novedosos, se ha afirmado que la tendencia de mujeres influyentes a salir con hombres más jóvenes se remonta a través de la historia, incluyendo a mujeres notables como Cleopatra, Catalina la Grande o Isabel I de Inglaterra.
También en ese país se ha producido un reality show en el que un grupo de veinteañeros deben seducir a una atractiva mujer de cuarenta. Además, se realizan concursos de belleza en los cuales se eligen damas de ese target, las cuales obtienen el título de Miss Cougar. En Nueva Zelanda, una empresa organizó un concurso para mujeres de esa edad en el cual el premio consistía en un viaje para un grupo reducido de damas junto a otro grupo más numeroso de hombres menores que ellas.

## El término en el cine y la televisión
Este término apareció en la serie de TV 30 Rock en un episodio titulado de ese modo (Cougars), y luego fue en la serie televisiva How I Met Your Mother, en la capítulo 6 de la temporada 2, Aldrin Justice, el personaje Barney Stinson llama cougar a la profesora de Marshall Eriksen interpretado por la actriz Jane Seymour la cual sedujo a Barney y terminaron teniendo relaciones sexuales. Usado en otras series como Two and a Half Men y el reality show Age of Love. Más tarde, en el 2009, nació la serie Cougar Town, que hace referencia a este tipo de mujeres.
En el cine, este término fue usado por primera vez en la película American Pie y luego, en el 2007, se produjo el film Cougar Club cuyo argumento se basa en dos hombres que crean un club donde las fiestas que se celebran dan la posibilidad de tener una cita y un encuentro sexual con cougars. En 2009, en The Twilight Saga: New Moon el personaje de Bella dice que no le agrada el "estilo cougar" en su versión en inglés.
En la compañía de lucha libre profesional WWE, la consultora Vickie Guerrero como parte de su personaje, asegura ser novia de Dolph Ziggler, un luchador de la compañía doce años más joven que ella. Guerrero trae siempre un collar de oro con la palabra cougar.

## En el mundo hispano
En el idioma español la palabra cougar (pronunciada cugar) ingresó por la influencia cultural que ejerce la industria del entretenimiento anglosajona. El hecho de que varias estadounidenses de renombre (como Demi Moore o Madonna) fueran catalogadas con ese apelativo fue determinante. En el contexto de Hispanoamérica, las cougar women suelen ser denominadas por su traducción literal al español, mujeres-puma, o mujeres puma.